# Gerhard Kisser

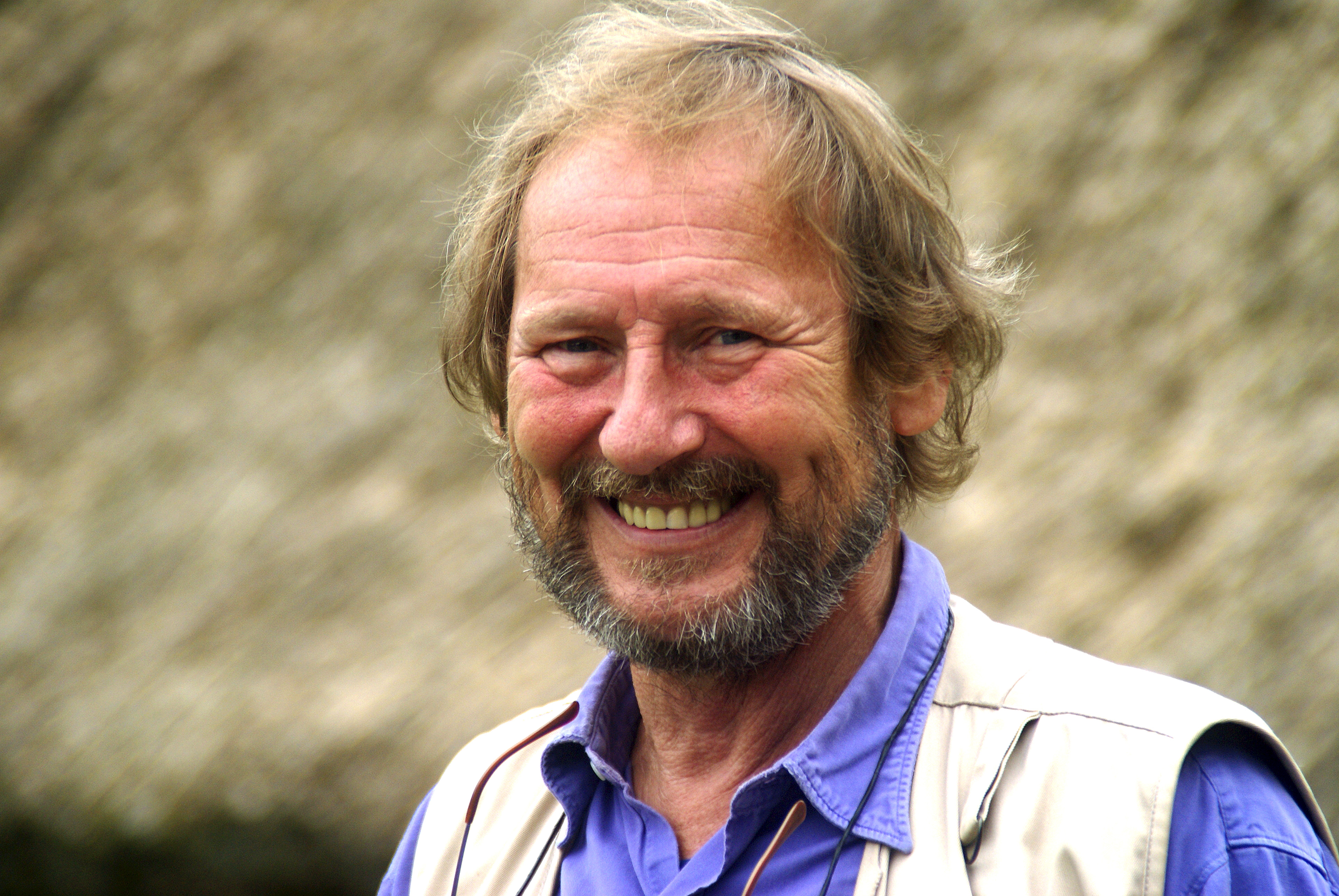
Gerhard Kisser

Gerhard Kisser (* 2. Oktober 1941 in Wien) ist ein österreichischer Grafikdesigner, Kurator und Gründer des Freilichtmuseums Ensemble Gerersdorf.

## Werdegang
Kisser wurde in Wien als ältester Sohn eines Arztes geboren. Von 1957 bis 1962 erhielt er eine Ausbildung zum Graphik-Designer an der Höheren Graphischen Bundeslehr- und Versuchsanstalt in Wien, Meisterklasse, mit Diplom. 1960 bis 1961 belegte Kisser je ein Semester Gaststudium an der Akademie für Bildende Kunst in Wien (Abendakt bei Herbert Böckl, Graphik bei G. Matejka-Felden). 1962 folgte ein einsemestriges Gaststudium an der Kunstakademie in Kairo. Kisser war von 1963 bis 1995 als selbständiger Werbegraphiker tätig. 1965 erfolgte sein Eintritt als freier Mitarbeiter in die Arbeitsgemeinschaft für Gebrauchsgraphik, das Atelier Gamma, Wien ab 1969 dessen Gesellschafter. Von 1989 bis 1995 war er geschäftsführender Gesellschafter des zur Gamma GmbH umgewandelten Ateliers mit bis zu zehn Mitarbeitern. Nach dessen Übernahme durch Saatchi & Saatchi verließ er die Werbebranche und war von 1996 bis 2014 als Kurator der Kunstsammlungen des Musiksaitenproduzenten und Mäzens Peter Infeld in Wien tätig und organisierte zahlreiche Ausstellungen im In- und Ausland.
Als 30-Jähriger kommt Kisser auf der Suche nach einem Wochenendhaus erstmals ins Südburgenland. 1972 erfolgte der Ankauf des Grundstückes mit dem letzten strohgedeckten Haus in Gerersdorf. 1973 wurde das erste Gebäude nach Gerersdorf übertragen. Aus dem privaten Wochenenddomizil wurde das „Ensemble Gerersdorf“. Das damals aus sechs Gebäuden bestehende Ensemble wurde 1976 mit einer ersten Kunstausstellung der Öffentlichkeit vorgestellt. In den folgenden Jahrzehnten entwickelte es sich zum größten Freiluftmuseum des Südburgenlandes und einem bedeutenden kulturellen Zentrum der Region. Gerhard Kisser lebt seit 2014 ständig in Gerersdorf, wo er sich nicht nur dem Museum widmet, sondern auch künstlerisch tätig ist.

## Auszeichnungen und Ehrungen
- Anerkennungsdiplom für Denkmalschutz vom BM für Wissenschaft und Forschung, 1974
- Förderpreis der Burgenlandstiftung Theodor Kery, 1990
- Preis der Reinhold-Polster-Stiftung, 1992
- Ehrenzeichen des Landes Burgenland, 2001
- Ehrenring der Gemeinde Gerersdorf-Sulz, 2001
- Verleihung des Berufstitels Professor für Kulturvermittlung und Museumspädagogik, 2007[6]
- Bundes-Ehrenzeichen, 2012[7][8]
- Kunstmediator 2012[9]
- Großes Goldene Ehrenzeichen des Burgenlandes, 2021[10]
- Ehrenbürger von Gerersdorf-Sulz, 2021[10]